# Laanajärvi
Laanajärvi eller Laamojärvi är en sjö i Finland. Den ligger i kommunen Enare i landskapet Lappland, i den norra delen av landet, 900 km norr om huvudstaden Helsingfors. Laamojärvi ligger 206,1 meter över havet. Arean är 32,2 hektar och strandlinjen är 3,99 kilometer lång. Sjön  ingår i Tuulomajokis huvudavrinningsområde. 